# Release Therapy
Release Therapy – piąty album rapera Ludacrisa, który wygrał nagrodę Grammy Awards 2007 jako najlepszy album muzyki rap. Wspiął się on na szczyt listy Billboard 200.

## Single
1. "Money Maker" - pierwszy singiel (gościnnie Pharrell Williams) wydany 17 lipca 2006. Zajął szczyty list przebojów w USA. Zdobył nagrodę Grammy za najlepszy utwór z gatunku muzyki rap.
2. "Grew Up A Screw Up" - drugi singiel nagrany z raperem Young Jeezy. Wydany we wrześniu 2006. Zaczerpnięto sample z utworu The Notorious B.I.G. "I Grew A Fucking Screw Up".
3. "Runaway Love" - utwór nagrany z Mary J. Blige, wydany jako 3. singiel 12 lutego 2007. Sample czerpane były z utworu Slick Ricka "Like This". Wspiął się na #2 pozycje listy Billboard. Utwór opowiada o trzech dziewczynach z jego dzieciństwa.
4. "Slap" - czwarty singiel z albumu.

## Lista utworów
1. Warning (Intro)
2. Grew Up A Screw Up  (featuring Young Jeezy)
3. Money Maker (featuring Pharell)
4. Girls Gone Wild
5. Ultimate Satisfaction  (featuring Field Mob)
6. Mouths To Feed
7. End Of The Night  (featuring Bobby Valentino)
8. Woozy (featuring R. Kelly)
9. Tell It Like It Is
10. War With God
11. Do Your Time  (featuring Beanie Sigel, Pimp C & C-Murder)
12. Slap
13. Runaway Love  (featuring Mary J. Blige)
14. Freedom Of Peach  (featuring Bishop Eddie Lee Long)